# Mohamed Maouche (football, 1936)
Pour les articles homonymes, voir Mohamed Maouche.
Mohamed Maouche est un footballeur franco-algérien né le 24 février 1936 à El Biar, en Algérie. Il évoluait au poste d'attaquant.

## Biographie
À ses débuts, le jeune joueur de l'AS Saint-Eugène d'Alger est considéré comme l'un des plus grands talents en France. En 1953, il termine d'ailleurs à la quatrième place au Concours du jeune footballeur de Paris. 
Il est transféré au Stade de Reims en 1956. Le club vient alors de disputer une finale de Coupe d'Europe des clubs champions.
Le 28 octobre 1957, il marque deux buts lors d'un match de première division face au FC Nancy. Cependant, l'espoir qu'il pourrait combler immédiatement par le vide laissé lors du départ de Raymond Kopa au Real Madrid, s'avère être une demande excessive pour un joueur de moins de vingt ans.
Afin de gagner du temps de jeu, il est prêté au Red Star, club de Division 2. Il retourne ensuite brièvement au Stade de Reims, avant de retrouver l'Algérie et son club formateur, l'AS Saint-Eugène.
Le bilan de Mohamed Maouche dans les championnats français s'élève à 7 matchs en Division 1, pour 3 buts marqués, et 13 matchs en Division 2, pour 2 buts inscrits.
Après avoir raccroché les crampons, il se reconvertit comme entraîneur. Il dirige les joueurs de l'USM Alger en 1966. Il officie ensuite comme sélectionneur de l'équipe d'Algérie de juillet 1981 à février 1982, en compagnie de Rabah Saâdane et du soviétique Guennadi Rogov.
En 2022, Mohamed Maouche assure l'intérim à la présidence de la Fédération algérienne de football après la démission de Charaf-Eddine Amara, le 31 mars, à la suite de l'élimination de l'Algérie lors du dernier tour des qualifications pour la Coupe du monde.

## Carrière de joueur
- 1949-1956 :  AS Saint-Eugène
- 1956-1958 :  Stade de Reims
- 1959-1960 :  Red Star
- 1960-1961 :  Stade de Reims
- après 1961 :  AS Saint-Eugène

## Palmarès
- Champion d'Alger minimes en 1950-51 avec AS Saint-Eugène.
- Challenge du jeune footballeur en 1951-52 avec AS Saint-Eugène.
- Champion d'Alger juniors en 1952-53 avec AS Saint-Eugène[6].
- Champion de France en 1958 avec le Stade de Reims
- Finaliste de la Coupe d'Algérie en 1965 avec l'ES Mostaganem (joueur et entraîneur)

## Palmarès entraîneur
- Finaliste de la Coupe d'Algérie en 1965 avec l'ES Mostaganem

## Sources
- Marc Barreaud, Dictionnaire des footballeurs étrangers du championnat professionnel français (1932-1997), cf. notice du joueur page 78.